# Coupe de Chine 2007
Navigation
Édition précédente Édition suivante
La Coupe de Chine est une compétition internationale de patinage artistique qui se déroule en Chine au cours de l'automne. Elle accueille des patineurs amateurs de niveau senior dans quatre catégories: simple messieurs, simple dames, couple artistique et danse sur glace.
La cinquième Coupe de Chine est organisée du 7 au 11 novembre 2007 au centre sportif international de Harbin. Elle est la troisième compétition du Grand Prix ISU senior de la saison 2007/2008.

## Résultats

### Messieurs
| Rang | Nom                | Pays        | Points | Programme court | Programme court | Programme libre | Programme libre |
| ---- | ------------------ | ----------- | ------ | --------------- | --------------- | --------------- | --------------- |
| 1    | Johnny Weir        | États-Unis  | 231.78 | 2               | 79.80           | 1               | 151.98          |
| 2    | Evan Lysacek       | États-Unis  | 229.36 | 1               | 81.55           | 2               | 147.81          |
| 3    | Stéphane Lambiel   | Suisse      | 192.22 | 3               | 70.20           | 3               | 122.02          |
| 4    | Sergei Davydov     | Biélorussie | 181.75 | 4               | 68.69           | 8               | 113.06          |
| 5    | Alexander Uspenski | Russie      | 179.94 | 6               | 60.90           | 4               | 119.04          |
| 6    | Karel Zelenka      | Italie      | 171.03 | 8               | 57.19           | 7               | 113.84          |
| 7    | Shawn Sawyer       | Canada      | 170.94 | 5               | 63.41           | 10              | 107.53          |
| 8    | Jamal Othman       | Suisse      | 170.27 | 9               | 55.74           | 5               | 114.53          |
| 9    | Wu Jialiang        | Chine       | 168.95 | 7               | 58.38           | 9               | 110.57          |
| 10   | Xu Ming            | Chine       | 167.51 | 11              | 53.36           | 6               | 114.15          |
| 11   | Li Chengjiang      | Chine       | 159.52 | 10              | 53.50           | 11              | 106.02          |
| 12   | Ryo Shibata        | Japon       | 134.19 | 12              | 48.70           | 12              | 85.49           |

### Dames
| Rang | Nom              | Pays         | Points | Programme court | Programme court | Programme libre | Programme libre |
| ---- | ---------------- | ------------ | ------ | --------------- | --------------- | --------------- | --------------- |
| 1    | Kim Yuna         | Corée du Sud | 180.68 | 3               | 58.32           | 1               | 122.36          |
| 2    | Caroline Zhang   | États-Unis   | 156.34 | 2               | 58.76           | 2               | 97.58           |
| 3    | Carolina Kostner | Italie       | 143.86 | 1               | 60.82           | 4               | 83.04           |
| 4    | Fumie Suguri     | Japon        | 137.13 | 11              | 44.76           | 3               | 92.37           |
| 5    | Júlia Sebestyén  | Hongrie      | 136.60 | 4               | 55.46           | 5               | 81.14           |
| 6    | Beatrisa Liang   | États-Unis   | 127.42 | 7               | 46.44           | 6               | 80.98           |
| 7    | Fang Dan         | Chine        | 124.58 | 8               | 45.88           | 7               | 78.70           |
| 8    | Susanna Pöykiö   | Finlande     | 124.00 | 6               | 48.48           | 9               | 75.52           |
| 9    | Alissa Czisny    | États-Unis   | 120.43 | 5               | 51.08           | 11              | 69.35           |
| 10   | Xu Binshu        | Chine        | 119.63 | 9               | 45.74           | 10              | 73.89           |
| 11   | Arina Martinova  | Russie       | 117.38 | 12              | 40.54           | 8               | 76.84           |
| 12   | Wang Yueren      | Chine        | 109.71 | 10              | 45.48           | 12              | 64.23           |

### Couples
| Rang    | Nom                                  | Pays       | Points | Programme court | Programme court | Programme libre | Programme libre |
| ------- | ------------------------------------ | ---------- | ------ | --------------- | --------------- | --------------- | --------------- |
| 1       | Pang Qing / Tong Jian                | Chine      | 176.75 | 1               | 65.48           | 1               | 111.27          |
| 2       | Keauna McLaughlin / Rockne Brubaker  | États-Unis | 154.66 | 2               | 59.22           | 2               | 95.44           |
| 3       | Jessica Miller / Ian Moram           | Canada     | 137.30 | 3               | 50.46           | 3               | 86.84           |
| 4       | Zhang Yue / Wang Lei                 | Chine      | 126.78 | 4               | 48.32           | 5               | 78.46           |
| 5       | Li Jiaqi / Xu Jiankun                | Chine      | 125.08 | 5               | 46.24           | 4               | 78.84           |
| 6       | Maria Sergejeva / Ilja Glebov        | Estonie    | 113.68 | 7               | 36.40           | 6               | 77.28           |
| 7       | Dominika Piątkowska / Dmitri Khromin | Pologne    | 102.27 | 6               | 38.84           | 7               | 63.43           |
| Forfait | Mari Vartmann / Florian Just         | Allemagne  |        |                 |                 |                 |                 |

### Danse sur glace
| Rang | Nom                                 | Pays        | Points | Danse imposée | Danse imposée | Danse originale | Danse originale | Danse libre | Danse libre |
| ---- | ----------------------------------- | ----------- | ------ | ------------- | ------------- | --------------- | --------------- | ----------- | ----------- |
| 1    | Tanith Belbin / Benjamin Agosto     | États-Unis  | 195.11 | 2             | 35.89         | 2               | 60.81           | 1           | 98.41       |
| 2    | Oksana Domnina / Maksim Chabaline   | Russie      | 188.66 | 1             | 38.77         | 1               | 62.20           | 3           | 87.69       |
| 3    | Federica Faiella / Massimo Scali    | Italie      | 181.10 | 3             | 33.54         | 3               | 56.94           | 2           | 90.62       |
| 4    | Alexandra Zaretski / Roman Zaretski | Israël      | 161.86 | 4             | 30.81         | 4               | 52.26           | 4           | 78.79       |
| 5    | Sinead Kerr / John Kerr             | Royaume-Uni | 152.99 | 5             | 29.52         | 5               | 48.93           | 6           | 74.54       |
| 6    | Anna Zadorozhniuk / Sergei Verbillo | Ukraine     | 150.18 | 7             | 27.04         | 6               | 47.51           | 5           | 75.63       |
| 7    | Huang Xintong / Zheng Xun           | Chine       | 139.09 | 6             | 27.05         | 8               | 41.01           | 7           | 71.03       |
| 8    | Zoé Blanc / Pierre-Loup Bouquet     | France      | 132.96 | 8             | 24.79         | 7               | 43.36           | 8           | 64.81       |
| 9    | Guo Jiameimei / Meng Fei            | Chine       | 112.69 | 10            | 19.59         | 10              | 35.07           | 9           | 58.03       |
| 10   | Liu Lu / Suo Bin                    | Chine       | 108.78 | 9             | 20.25         | 9               | 35.14           | 10          | 53.39       |

## Sources
- Résultats de la Coupe de Chine 2007 sur le site de l'ISU
- Patinage Magazine N°110 (Décembre 2007-Janvier 2008)